# Saintes
Saintes é uma comuna francesa, localizada no departamento de Charente-Maritime, na região de Nova Aquitânia.
Era chamada de Mediolano dos Santões (em latim: Mediolanum Santonum) durante o período romano.

## Localização

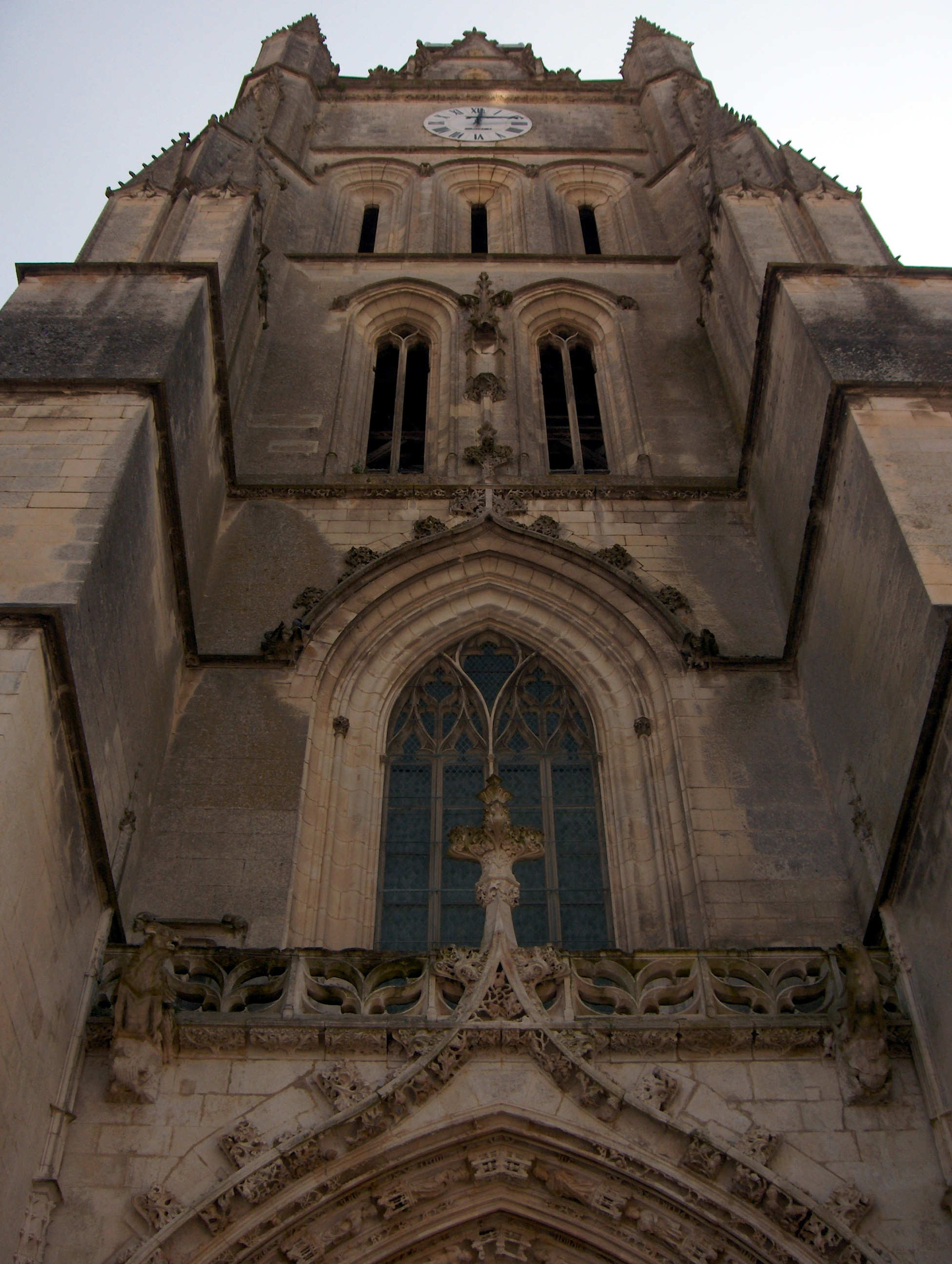
Catedral Saint-Pierre de Saintes

A comuna está no centro-este do departamento de Charente-Maritime. Colocada no coração do arco Atlântico, a cidade está situada a 60 km a sudeste de La Rochelle, a 33 km a nordoeste de Royan e a 100 km a norte de Bordéus.